# Музей історії міста Коломиї
Музей історії міста Коломиї — історико-краєзнавчий музей у м. Коломия (Івано-Франківська область, Україна).

## Історія, структура та діяльність музею

### Історія створення та початок діяльності
31 березня 1990 року сектор інформації Ради Міністрів УРСР через газету “Червоний прапор” повідомив про те, що Рада Міністрів УРСР прийняла постанову про створення Музею історії міста Коломиї:
|  | Цей край уславив себе ще антифеодальними селянськими та опришківськими виступами (тут діяв зі своїми загонами легендарний Олекса Довбуш), давнім розвитком ремесел, освіти й культури. З Коломиєю тісно пов'язані життя і діяльність революціонерів-демократів І.Я.Франка, М.І.Павлика, О.С.Терлецького, відомих літераторів Мирослава Ірчана та П.С. Козланюка, композиторів А. Кос-Анатольського, Д.В.Січинського. Створення музею - значна подія в культурному житті міста, яке наступного року відзначатиме своє 750-річчя. Цей культурно-освітній заклад стане своєрідним центром усієї роботи по збереженню, вивченню та популяризації пам'яток історії, культури й архітектури Прикарпаття. |

3 травня цього ж року — Наказ управління культури Івано-Франківського облвиконкому «Про створення музею історії міста Коломиї» на виконання наказу Міністерства культури Української РСР №132 від 17.04.90р.

3 липня в кінотеатрі ім. М.Ірчана відкрито виставку «Край мій рідний» з колекції Петра Арсенича, до Першого Всесвітнього Собору Духовної України.
Починаючи з липня 1990 року музей, не маючи ні свого приміщення, ні штату працівників, організував першу тематичну експозицію «Над Прутом моя Коломия», у виставкових залах Коломийського музею народного мистецтва Гуцульщини.
Згодом, отримуючи в тимчасове користування то одне то інше приміщення, музей поряд з пошуковою роботою організовує виставки та тематичні експозиції серед яких: 

- «У Москві ГКЧП - у Коломиї свято»
- «Репресована історія» (фоторозповідь про коломиян, учасників боротьби за незалежність України в умовах фашистської окупації та сталінських репресій)
- «Внесіте прапор вільної держави» (державна символіка України. Історія, сучасність, майбутнє)
- «Вибори за Австрії, Польщі, СРСР. На зустріч виборам в Україні»
- «Благословляю і молюсь» — до 50 річчя з дня смерті Митрополита Андрея Шептицького
- «Через терни до утвердження церкви»' — присвячена 400-річчю Берестейської Унії
- «Борці за волю нації» — про коломиян учасників підпілля ОУН-УПА.

8 жовтня 1990 року — Наказ управління культури Івано-Франківського облвиконкому
16 вересня 1997 року рішенням виконкому Коломийської міської ради, музею передано будинок №80 по вул.Романа Шухевича.
Будинок було збудовано ще у 1890 році, і слугував він приміщенням повітової ради. Знаходиться він на розі теперішніх вулиць Романа Шухевича та Лесі Українки.

## Фонди та експозиція
В приміщенні музею знаходиться 18 експозиційних фондових та службових приміщень. Загальний фонд нараховує понад 20 тисяч експонатів.
Деякі експозиції музею:
- «З історії німецьких колоній міста Коломиї»
- «Освіта Коломиї кінця XIX - першої половини XX ст.ст.»
- «Економіка і торгівля міста в XIX –ХХ ст.»
- «З історії єврейської громади міста»
- «З історії українських етнічних земель сучасної Польщі до 1944 року»
- «Розвиток промисловості, ремесел і торгівлі міста Коломиї кінця XIX — початку XX ст»
- «З історії органів міського самоуправління»
- «Коломия і Габсбурги»